# エドモンド・ホートン
エドモンド・カールトン・ホートン (Edmund Carlton Horton、1896年3月25日 - 1944年5月26日) は1930年代初めに活躍したアメリカのボブスレー選手。1932年のレークプラシッドオリンピックの男子4人乗りで銀メダルを獲得した。